# Kitti
Kitti – miasto w Sfederowanych Stanach Mikronezji; w południowo-zachodniej części wyspy Pohnpei; 7700 mieszkańców (2006). Trzecie co do wielkości miasto kraju.